# Carlos Eduardo (futebolista)
Carlos Eduardo Marques Carlini (Ajuricaba, 18 de julho de 1987) é um ex-futebolista brasileiro que atuava como meio-campista.
No ano de 2010, esteve na lista dos pré-convocados por Dunga para a Copa do Mundo realizada na África do Sul.

## Carreira

### Grêmio
Começou a jogar pelas categorias de base do Grêmio em 2001, aos 14 anos de idade. No mesmo ano mudou-se para Porto Alegre.
Logo no início de 2007, o meia foi integrado no elenco profissional pelo técnico Mano Menezes. Carlos Eduardo ajudou o time na conquista do Campeonato Gaúcho, marcando dois gols no primeiro jogo da final contra o Juventude. Devido às boas atuações e ao título, foi considerado o craque e a revelação do Campeonato Gaúcho, pela Federação Gaúcha de Futebol. Posteriormente destacou-se na campanha da Copa Libertadores da América, onde o time chegou até a final e perdeu o título para o Boca Juniors. Logo após a competição continental, passou a ser alvo de constantes ofertas do futebol alemão.

### Hoffenheim
Foi anunciado pelo Hoffenheim no dia 27 de agosto de 2007, tendo custado 8 milhões de euros. O meia estreou pelo novo clube no dia 3 de setembro, na derrota por 3–2 para o Freiburg, válida pela Segunda Divisão Alemã. Marcou seu primeiro gol pelo Hoffenheim na vitória de 3–1 sobre o Osnabrück.
Na temporada 2007–08, Carlos Eduardo marcou seis gols em 25 jogos, levou o time às quartas de final da Copa da Alemanha, quando foi derrotado pelo Borussia Dortmund por 3–1. Pela liga, Carlos Eduardo teve boas atuações, sendo considerado o melhor driblador da Bundesliga B, tendo 71,4% de vitórias contra seus marcadores. No dia 16 de maio de 2008, depois de uma goleada por 5–0 sobre o Greuther Fürth em casa, o Hoffenheim conquistou o vice-campeonato, deixando times tradicionais como 1860 Munique, Colônia e Kaiserslautern para trás.
Na temporada 2008–09, Carlos Eduardo também se destacou. Foi o principal armador do Hoffenheim e marcou diversos gols no campeonato. O meia brasileiro também foi um dos melhores assistentes da Liga, dando passes para a maioria dos gols do centroavante Vedad Ibišević.
No dia 14 de janeiro de 2009, num amistoso contra o Hamburgo, Carlos Eduardo envolveu-se em uma briga contra o atacante Ivica Olić, onde o brasileiro chegou a dar um soco no rosto do jogador croata. Depois de julgado, Carlos Eduardo foi punido pela Federação Alemã por duas partidas da Bundesliga e três jogos amistosos de seu clube. A mesma punição foi dada a Olić.
Realizou seu último jogo pelo Hoffenheim no dia 8 de maio de 2010, no empate em 1–1 contra o Stuttgart, válido pela Bundesliga. Já no dia 11 de maio, viu seu nome confirmado na lista dos reservas pré-selecionados por Dunga para a Copa do Mundo.

### Rubin Kazan

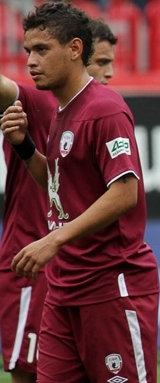
Carlos Eduardo atuando pelo Rubin Kazan em 2012

No dia 24 de agosto de 2010, foi acertada sua transferência para o Rubin Kazan, por 20 milhões de euros. O meia estreou pelo clube russo no dia 11 de setembro, marcando duas vezes na vitória por 3–0 sobre o Amkar Perm, válida pela Premier League Russa. Dois dias depois, foi titular na derrota por 1–0 contra o Copenhague, fora de casa, em jogo válido pela Liga dos Campeões.
Apesar da boa fase que vinha apresentando, o brasileiro sofreu uma grave lesão no joelho em novembro de 2011. Na ocasião, o treinador Kurban Berdyev afirmou que todos no clube lhe dariam apoio e ainda vetou a sua saída. Em janeiro de 2012, após declarar que continuava sentindo dores no joelho, o jogador teve de passar por uma cirurgia, desfalcando assim a equipe por quatro meses. Em maio, Carlos Eduardo recuperou-se de sua lesão. No entanto, três meses mais tarde, ele sofreu com uma dor de garganta e ficou fora de ação por seis semanas.
O jogador voltou a atuar no dia 15 de setembro, fazendo seu primeiro jogo em dois anos e sendo titular na derrota por 1–0 para o Lokomotiv Moscou. Após a partida, Kurban Berdyev afirmou que estava feliz por ele voltar aos gramados, dizendo que pela primeira vez após a lesão, ele havia atuado muito bem. Já no dia 4 de outubro, o brasileiro foi titular e atuou na vitória por 2–0 sobre o Partizan. Sofrendo constantemente com lesões, o meia atuou em apenas 13 jogos pelo Rubin Kazan entre 2010 e 2012.
Em janeiro de 2013, uma rádio chegou a afirmar que Carlos Eduardo havia acertado com o Santos; logo em seguida, seu empresário declarou estar confiante na negociação. No entanto, o acerto com o clube paulista foi negado na semana seguinte.

### Flamengo
Depois de ter sido especulado também no Fluminense, o Flamengo anunciou, no dia 24 de janeiro de 2013, em seu site oficial, o empréstimo do jogador por 18 meses. O meia estreou no dia 17 de fevereiro, num clássico contra o Botafogo, válido pelo Campeonato Carioca.
Seu retorno ao futebol brasileiro foi, contudo, marcado por problemas físicos. Depois de atuações discretas, Carlos Eduardo voltou a sofrer com problemas no dia 7 de abril, no empate por 1–1 contra o Duque de Caxias, que eliminou o rubro-negro do estadual. O meia, que sentiu dores na coxa esquerda, declarou que não era uma contusão séria e afirmou crer que também não era um problema psicológico. Declarou que jogar no Flamengo é pressão, e ele estava acostumado com isso desde criança.
Titular no dia 5 de junho, na derrota flamenguista por 1–0 para o Náutico, válida pela 4ª rodada do Campeonato Brasileiro, Carlos Eduardo não teve uma boa atuação. Além do resultado negativo, que culminou com a demissão do técnico Jorginho no dia seguinte, os muros da Gávea foram pichados pedindo a saída de alguns jogadores (como o próprio Carlos) e apontando a diretoria como "incompetente".
Em 21 de agosto, Carlos Eduardo balançou as redes e marcou seu primeiro — e único — gol pelo Flamengo numa derrota por 2–1 contra o Cruzeiro, válida pela Copa do Brasil. Este gol foi importantíssimo, pois como o Flamengo venceu a partida de volta por 1–0, foi este tento que deu a classificação ao time carioca às quartas de finais da competição.
O jogador sagrou-se campeão da Copa do Brasil no dia 27 de novembro, sendo este o terceiro título do rubro-negro no torneio. Na jogo de ida da final, em Curitiba, Carlos Eduardo foi titular no empate em 1–1 contra o Atlético Paranaense. No jogo da volta, realizado no Maracanã, o Mengão superou o Furacão por 2–0.
No dia 14 de maio de 2014, o jogador assinou sua rescisão com o Flamengo. Poucos dias depois da rescisão contratual, Carlos Eduardo fez críticas ao clube rubro-negro, afirmando: “Daqui a alguns anos, ninguém mais vai querer jogar lá”. Após isso, retornou ao Rubin Kazan. O meia encerrou sua passagem pelo Mais Querido com 49 jogos e apenas um único gol marcado.

### Atlético Mineiro
No dia 20 de abril de 2016, Carlos Eduardo foi anunciado como novo reforço do Atlético Mineiro. O jogador estreou com a camisa do Galo no dia 14 de maio, sendo titular na vitória por por 1–0 sobre o Santos, válida pela primeira rodada do Campeonato Brasileiro.

## Seleção Nacional
Começou a atuar pela Seleção Brasileira nas categorias de base, em 2007, participando do Mundial Sub-20 daquele ano.
No dia 27 de outubro de 2009, Carlos Eduardo recebeu sua primeira chance na Seleção principal. Foi convocado para os amistosos contra a Inglaterra, no dia 14 de novembro, e contra o Omã, no dia 17 de novembro.
Em 2010, foi convocado pelo técnico Mano Menezes para o amistoso contra os Estados Unidos no dia 10 de agosto. Voltou a ser convocado outra vez por Mano, dessa vez para os amistosos contra o Irã, no dia 7 de outubro, e contra a Ucrânia, no dia 11 de outubro.

## Estatísticas
Atualizadas até 27 de outubro de 2018

### Clubes
| Clube             | Temporada         | Campeonato nacional | Campeonato nacional | Campeonato nacional | Copa nacional[a] | Copa nacional[a] | Copa nacional[a] | Competições continentais[b] | Competições continentais[b] | Competições continentais[b] | Outros torneios[c] | Outros torneios[c] | Outros torneios[c] | Total | Total | Total   |
| Clube             | Temporada         | Jogos               | Gols                | Assist.             | Jogos            | Gols             | Assist.          | Jogos                       | Gols                        | Assist.                     | Jogos              | Gols               | Assist.            | Jogos | Gols  | Assist. |
| ----------------- | ----------------- | ------------------- | ------------------- | ------------------- | ---------------- | ---------------- | ---------------- | --------------------------- | --------------------------- | --------------------------- | ------------------ | ------------------ | ------------------ | ----- | ----- | ------- |
| Grêmio            | 2007              | 10                  | 3                   | 2                   | —                | —                | —                | 14                          | 1                           | 0                           | 12                 | 3                  | 0                  | 36    | 7     | 2       |
| Grêmio            | Total             | 10                  | 3                   | 2                   | 0                | 0                | 0                | 14                          | 1                           | 0                           | 12                 | 3                  | 0                  | 36    | 7     | 2       |
| Hoffenheim        | 2007–08           | 22                  | 5                   | 4                   | 3                | 1                | 1                | —                           | —                           | —                           | —                  | —                  | —                  | 25    | 6     | 5       |
| Hoffenheim        | 2008–09           | 25                  | 8                   | 6                   | 2                | 0                | 1                | —                           | —                           | —                           | —                  | —                  | —                  | 27    | 8     | 7       |
| Hoffenheim        | 2009–10           | 33                  | 5                   | 9                   | 4                | 0                | 1                | —                           | —                           | —                           | —                  | —                  | —                  | 37    | 5     | 10      |
| Hoffenheim        | 2010–11           | —                   | —                   | —                   | 1                | 0                | 0                | —                           | —                           | —                           | —                  | —                  | —                  | 1     | 0     | 0       |
| Hoffenheim        | Total             | 80                  | 18                  | 19                  | 10               | 1                | 3                | 0                           | 0                           | 0                           | 0                  | 0                  | 0                  | 90    | 19    | 22      |
| Rubin Kazan       | 2010              | 6                   | 2                   | 0                   | —                | —                | —                | —                           | —                           | —                           | —                  | —                  | —                  | 6     | 2     | 0       |
| Rubin Kazan       | 2010–11           | —                   | —                   | —                   | —                | —                | —                | 2                           | 0                           | 0                           | —                  | —                  | —                  | 2     | 0     | 0       |
| Rubin Kazan       | 2011–12           | 0                   | 0                   | 0                   | —                | —                | —                | —                           | —                           | —                           | —                  | —                  | —                  | 0     | 0     | 0       |
| Rubin Kazan       | 2012–13           | 2                   | 0                   | 0                   | —                | —                | —                | 3                           | 0                           | 0                           | 0                  | 0                  | 0                  | 5     | 0     | 0       |
| Rubin Kazan       | Total             | 8                   | 2                   | 0                   | 0                | 0                | 0                | 5                           | 0                           | 0                           | 0                  | 0                  | 0                  | 13    | 2     | 0       |
| Flamengo          | 2013              | 24                  | 0                   | 1                   | 10               | 1                | 0                | —                           | —                           | —                           | 8                  | 0                  | 1                  | 42    | 1     | 2       |
| Flamengo          | 2014              | —                   | —                   | —                   | —                | —                | —                | 2                           | 0                           | 0                           | 5                  | 0                  | 0                  | 7     | 0     | 0       |
| Flamengo          | Total             | 24                  | 0                   | 1                   | 10               | 1                | 0                | 2                           | 0                           | 0                           | 13                 | 0                  | 1                  | 49    | 1     | 2       |
| Rubin Kazan       | 2014–15           | 22                  | 3                   | 4                   | 2                | 0                | 0                | —                           | —                           | —                           | —                  | —                  | —                  | 24    | 3     | 4       |
| Rubin Kazan       | 2015–16           | 16                  | 1                   | 5                   | —                | —                | —                | 9                           | 1                           | 0                           | —                  | —                  | —                  | 25    | 2     | 5       |
| Rubin Kazan       | Total             | 38                  | 4                   | 9                   | 2                | 0                | 0                | 9                           | 1                           | 0                           | 0                  | 0                  | 0                  | 49    | 5     | 9       |
| Atlético Mineiro  | 2016              | 10                  | 0                   | 2                   | 0                | 0                | 0                | 1                           | 0                           | 0                           | —                  | —                  | —                  | 11    | 0     | 2       |
| Atlético Mineiro  | 2017              | 0                   | 0                   | 0                   | 0                | 0                | 0                | 0                           | 0                           | 0                           | 3                  | 0                  | 0                  | 3     | 0     | 0       |
| Atlético Mineiro  | Total             | 10                  | 0                   | 2                   | 0                | 0                | 0                | 1                           | 0                           | 0                           | 3                  | 0                  | 0                  | 14    | 0     | 2       |
| Vitória           | 2017              | 13                  | 1                   | 0                   | —                | —                | —                | —                           | —                           | —                           | —                  | —                  | —                  | 13    | 1     | 0       |
| Vitória           | Total             | 13                  | 1                   | 0                   | 0                | 0                | 0                | —                           | —                           | —                           | —                  | —                  | —                  | 13    | 1     | 0       |
| Paraná            | 2018              | 4                   | 0                   | 0                   | 1                | 0                | 0                | —                           | —                           | —                           | 6                  | 2                  | 0                  | 11    | 2     | 0       |
| Paraná            | Total             | 4                   | 0                   | 0                   | 1                | 0                | 0                | —                           | —                           | —                           | 6                  | 2                  | 0                  | 11    | 2     | 0       |
| Coritiba          | 2018              | 5                   | 0                   | 0                   | —                | —                | —                | —                           | —                           | —                           | —                  | —                  | —                  | 5     | 0     | 0       |
| Coritiba          | Total             | 5                   | 0                   | 0                   | —                | —                | —                | —                           | —                           | —                           | —                  | —                  | —                  | 5     | 0     | 0       |
| Total na carreira | Total na carreira | 192                 | 28                  | 33                  | 23               | 2                | 3                | 31                          | 2                           | 0                           | 32                 | 5                  | 1                  | 278   | 37    | 37      |

- a. ^ Jogos da Copa do Brasil, Copa da Alemanha e Copa da Rússia
- b. ^ Jogos da Copa Libertadores da América, Liga dos Campeões da UEFA e Liga Europa da UEFA
- c. ^ Jogos do Campeonato Gaúcho, Supercopa da Rússia, Campeonato Carioca e Troféu 125 anos de Uberlândia

### Seleção Brasileira
Abaixo estão listados todos jogos e gols do futebolista pela Seleção Brasileira, desde as categorias de base. Abaixo da tabela, clique em expandir para ver a lista detalhada dos jogos de acordo com a categoria selecionada.
Sub-17
| Ano   |       |      |         |       |
| Ano   | Jogos | Gols | Assist. | Média |
| ----- | ----- | ---- | ------- | ----- |
| 2007  | 3     | 2    | 0       | 0,66  |
| Total | 3     | 2    | 0       | 0,66  |

Seleção principal
| Ano   |       |      |         |       |
| Ano   | Jogos | Gols | Assist. | Média |
| ----- | ----- | ---- | ------- | ----- |
| 2009  | 2     | 0    | 0       | 0     |
| 2010  | 4     | 0    | 0       | 0     |
| Total | 6     | 0    | 0       | 0     |

|    | Data                   | Local                             | Resultado      | Adversário | Gols | Assist. | Competição |
| -- | ---------------------- | --------------------------------- | -------------- | ---------- | ---- | ------- | ---------- |
| 1. | 14 de novembro de 2009 | Doha, Catar                       | Inglaterra     | 1–0        | 0    | 0       | Amistoso   |
| 2. | 17 de novembro de 2009 | Mascate, Omã                      | Omã            | 2–0        | 0    | 0       | Amistoso   |
| 3. | 2 de março de 2010     | Londres, Inglaterra               | Irlanda        | 2–0        | 0    | 0       | Amistoso   |
| 4. | 10 de agosto de 2010   | New Jersey, Estados Unidos        | Estados Unidos | 0–2        | 0    | 0       | Amistoso   |
| 5. | 7 de outubro de 2010   | Abu Dhabi, Emirados Árabes Unidos | Irã            | 3–0        | 0    | 0       | Amistoso   |
| 6. | 11 de outubro de 2010  | Derby, Inglaterra                 | Ucrânia        | 2–0        | 0    | 0       | Amistoso   |

Seleção Brasileira (total)
| Ano   |       |      |         |       |
| Ano   | Jogos | Gols | Assist. | Média |
| ----- | ----- | ---- | ------- | ----- |
| 2007  | 3     | 2    | 0       | 0,66  |
| 2009  | 2     | 0    | 0       | 0     |
| 2010  | 4     | 0    | 0       | 0     |
| Total | 9     | 2    | 0       | 0,22  |

## Títulos
Grêmio
- Campeonato Gaúcho: 2007

Rubin Kazan
- Supercopa da Rússia: 2012

Flamengo
- Troféu 125 anos de Uberlândia: 2013
- Copa do Brasil: 2013
- Campeonato Carioca: 2014

Atlético Mineiro
- Campeonato Mineiro: 2017

Brasiliense
- Copa Verde: 2020
- Campeonato Brasiliense: 2021